# Pflach
Pflach – gmina w Austrii, w kraju związkowym Tyrol, w powiecie Reutte. Liczy 1317 mieszkańców (1 stycznia 2015).